# ألكسندر أندرسون
ألكسندر أندرسون (بالإنجليزية: Alexander Anderson) (و. 1582 – 1620 م) هو رياضياتي من مملكة إسكتلندا، ولد في أبردين، توفي في باريس، عن عمر يناهز 38 عاماً.